# Куртулски скок
Куртулски скок је водопад који се налази на обронцима Старе планине са пиротске стране.

## Локација
Водопад се налази у југоисточној Србији, на око 8 km од села Топли До, у општини Пирот, испод врха Копрен на Старој планини.

## О водопаду
Теснац од црвеногпешчара са каскадним водопадом је формирала Јаворска река кроз свој ток, а његова висина износи 27 метара.
Ово је најмање познат водопад овог краја, с обзиром да је најудаљенији и можда најнеприступачнији, пошто се до њега долази шумском стазом обраслом бујном вегетацијом која вијуга уз сам поток.
Због своје забачености откривен је тек 2002. године, а до тада је за њега знало малобројно локално становништво.